# Дефтердар
Дефтердар (на османски турски: دفتردار, defterdâr) е титлата на най-висшестоящия финансов служител в Османската империя.
Титлата е с персийски произход и производна на понятието дефтѐр – данъчен регистър (от персийското да̀фтар – тетрадка, тефтер). Службата, която е заемал този финансов служител, се казвала дефтердарлък (на османски турски: دفتردارلق, defterdârlık), а висшето финансово учреждение - дефтерхане (на османски турски: دفترخانه, defterhâne).